# Wznios pokładu
Wznios pokładu – kierunek prostopadły do rozciągłości, leżący w płaszczyźnie stropu lub spągu pokładu skierowany w górę.